# Anthrax busonicus
Anthrax busonicus är en tvåvingeart som beskrevs av Francois 1960. Anthrax busonicus ingår i släktet Anthrax och familjen svävflugor. Inga underarter finns listade i Catalogue of Life.